# Kummelpiken
Kummelpiken är ett skär i Åland (Finland). Det ligger i Ålands hav eller Skärgårdshavet och i kommunen Lemland i landskapet Åland, i den sydvästra delen av landet. Ön ligger omkring 15 kilometer söder om Mariehamn och omkring 280 kilometer väster om Helsingfors.
Öns area är 3,1 hektar och dess största längd är 320 meter i öst-västlig riktning. Trakten är glest befolkad. Närmaste större samhälle är Mariehamn, 15,1 km norr om Kummelpiken.